# Masters de Montecarlo 1993
El Masters de Montecarlo 1993 fue un torneo de tenis masculino jugado sobre tierra batida. Fue la 87.ª edición de este torneo. Se celebró entre el 19 y el 25 de abril de 1993.

## Campeones

### Individuales
Sergi Bruguera vence a  Cédric Pioline, 7–6(7–2), 6–0.

### Dobles
Stefan Edberg /  Petr Korda vencen a  Paul Haarhuis /  Mark Koevermans, 3–6, 6–2, 7–6.